# Мікротаргетинг
Мікротаргетинг (англ. microtargeting) — маркетингова стратегія, яка використовує персональні дані користувача та демографічні дані для виявлення інтересів конкретних людей або дуже маленьких груп однодумців, щоб вплинути на їхнє ставлення та поведінку.
Термін «мікротаргетинг» був створений у 2003 році політичним консультантом Олександром Гейджем. Здебільшого використовується політичними партіями під час виборчих кампаній.
Мікротаргетинг використовує комп'ютери та математичні моделі для отримання окремих фрагментів інформації про виборців — машин, які вони ведуть, групи, до яких вони належать, журнали, які вони читають, та аналізують їх таким чином, щоб передбачити, наскільки ймовірно, що людина буде голосувати і які цінності та проблеми найбільш важливі для неї. Часто такі аналізи приводять до несподіваних результатів; наприклад, демократи скористалися тим, що багатьох євангельських християн цікавлять проблеми екології.

## Історія розвитку мікротаргетингу
У 1996 році під час своєї передвиборчої кампанії Білл Клінтон розділив своїх потенційних виборців, ґрунтуючись на демографічних даних, і намагався орієнтувати свої звернення спеціально під кожну групу. Його передвиборча кампанія додатково розділила виборців на дев'ять категорій, залежно від їхньої ймовірної політичної приналежності, причому до кожної групи підбиралися певні теми, які з нею обговорюватимуться. Проте популярність йому приніс не лише новий погляд на демографічні дані. Передвиборча кампанія Білла Клінтона стала першою, яка використовувала дані користувача, щоб сформувати портрети виборців.
Однак поняття сучасного «мікротаргетингу» було вперше застосовано під час передвиборчих перегонів у 2004 році між партіями республіканців на чолі з Джорджем Вокером Бушем та партією демократів із Джоном Керрі.
Цього разу більшість інформації про виборців було отримано завдяки Закону про реєстрацію національного виборчого кодексу 1993 року, який дозволив громадянам зареєструватися для голосування при подачі заявки на отримання прав водія та HAVA (Help America Vote Act) 2002 року. HAVA був особливо корисним, оскільки передбачав створення єдиного національного реєстру всіх зареєстрованих користувачів. Таким чином, вся інформація, необхідна для подання на права водія, була вказана в реєстраційному файлі, чим і скористалися кампанії, і до 2004 року створили велику базу даних виборців.
У 2008 році під час президентських перегонів між Бараком Обамою та Хіларі Клінтон кампанія Обами вивела мікротаргетинг на новий рівень. «Вони використовували мікротаргетинг, щоб удосконалити тактику та підтримали її величезною кількістю ресурсів» — сказав Олександр Гейдж, виконавчий директор TargetPoint, республіканської консалтингової фірми та творець політичного мікротаргетингу. «Продуманість передвиборчої кампанії Обами помітно краща, ніж тактика кампанії республіканців 2004 року чи кампанія Джона Маккейна. Обама вивів мікротаргетинг на новий рівень і використовує його набагато більше».
Щотижня в штатах, що вагаються, кампанія Обами проводила від 5000 до 10000 так званих коротких інтерв'ю, які швидко оцінювали, чому віддають перевагу виборці, і близько 1000 інтерв'ю в довгій формі, що нагадують опитування. Щоб отримати індивідуальні прогнози про виборців, використовувалися спеціальні алгоритми, які зіставляли отримані дані з інтерв'ю та інформацію із загальної бази даних. Помилкою кампанії Джона Маккейна було те, що він, у більшості штатів, проводив статистичну оцінку одноразово і відносив кожного виборця в один із його сегментів мікротаргетингу.
У листопаді 2016 року, як тільки стало відомо про результати виборів у США, в яких, попри всі прогнози та очікування, перемогу здобув Дональд Трамп, британська компанія Cambridge Analytica пояснила успіх як «революційний підхід до комунікації на основі даних».
Хіларі Клінтон дотримувалася методу Барака Обами, маючи у своєму розпорядженні адресні листи Демократичної партії, підписки в соціальних мережах, а також підтримку Google та Dreamworks.

## Cambridge Analytica під час виборів у США 2016 року
Cambridge Analytica (CA) — це приватна британська компанія, яка збирає інформацію та аналізує профілі користувачів у соціальних мережах для розробки стратегічних комунікацій у ході виборчих кампаній в Інтернеті. CA використовує дані користувачів, зібрані з їхніх інтернет-профілів для аналізу психологічного складу розуму кожного потенційного виборця.
Для встановлення психотипів особистості Cambridge Analytica використовувала «Велику п'ятірку». Ця модель ґрунтується на оцінці п'яти особистісних факторів темпераменту: нейротизм, екстраверсія, відкритість досвіду, співпраця та сумлінність. Цих 5 якостей достатньо для формування об'єктивної моделі особистості.

Міхал Косинкі, вчений Стенфордського університету, вигадав, як застосувати «Велику п'ятірку» у Facebook, а Cambridge Analytica знайшла спосіб зібрати всі дані. Цього разу орієнтувалися не лише на звичайні соціальні характеристики, було зосереджено також на «внутрішньому світу» людини. За допомогою спеціальної анкети, яку добровільно заповнило понад 86 тисяч користувачів Facebook та програмі аналізу лайків Cambridge Analytica отримала необхідні психологічні портрети. Однак варто врахувати один важливий момент, через який у 2018 році спалахнув скандал з компанією Facebook: усі користувачі, які відповідали на запитання анкети, перед її заповненням, натиснули на іконку «Я згоден», що дозволило програмі збір усіх персональних даних користувача, включаючи дані всіх друзів, які не давали свого дозволу на збирання інформації про них. Генеральний директор Cambridge Analytica Олександр Нікс на щорічному саміті Конкордія (2016) пояснив роль психографіки так:
Александр Нікс. Cambridge Analytica Explains Their Microtargeting and Manipulation of US Voters in 2016. Https://www.youtube.com/watch?v=HwedtPjhHeU:

Зрозуміло, що демографія, географія та економіка впливають на наш світогляд. Однак психографіка не менш важлива, а можливо навіть і найбільш важлива частина розуміння і сприйняття нашої особистості. Тому що саме індивідуальність керує нашою поведінкою, а поведінка, своєю чергою, впливає на те, як ми голосуємо.
Оригінальний текст (англ.)
Clearly demographics, geographics and economics influence your worldview. But equally important or even more important psychographics. That is understanding of your personality. Because it is personality that drives behavior and behavior os obviously influences how you vote.